# Leuceria candidissima
Leuceria candidissima là một loài thực vật có hoa trong họ Cúc. Loài này được Gillies & D.Don mô tả khoa học đầu tiên năm 1832.